# 过渡金属有机反应
金属有机化合物（organometallic compounds)，是一类至少含有一个金属-碳（σ或π）键的化合物。按照这一定义，烷氧基、巯基与金属的化合物（ROM、RSM）及碳酸盐等不能称为金属有机化合物。有些化合物虽然含有金属-碳键，如CaC2、NaCN等属于典型的无机化合物，通常也不在金属有机化学中讨论。但金属氢化物，尤其是过渡金属氢化物包括在金属有机化合物中。研究金属有机化合物的化学就是金属有机化学。
含B-C，Si-C，P-C等键的有机化合物，在制法、性质、结构等方面与金属有机化合物很相似，一些科学家称它们为元素有机化合物或类金属有机化合物并把它们放在金属有机化学中讨论。

## 发展简史
- 第一个金属有机化合物是1827年，由丹麦药剂师W.C.Zeise在加热PtCl2/KCl的乙醇溶液时得到的。现在证明这个化合物具有K[(C2H4)PtCl]·H2O结构，铂与乙烯以π键键合，是典型的金属有机化合物。为了纪念他，人们称这个化合物为Zeise盐。[2]
- 第一个系统研究金属有机化学的是英国化学家E.Frankland。1849年7月12日，他用碘甲烷和锌反应得到了二甲基锌(CH3)Zn。这是第一个含金属一碳键的金属有机化合物。1852年，他又用碘甲烷与汞反应合成了(CH3)HgI；1860年又用同样方法合成了B(CH3)3，他开创了用锌、汞有机化合物合成其他金属有机化合物及有机化合物的新领域。由金属与卤代烷反应合成金属有机化合物的方法沿用至今，成为金属有机化合物重要的通用制法之一。
- 1890年Mond在研究CO对不锈钢阀门的腐蚀原因时发现，CO能与镍反应，生成Ni(CO)4而腐蚀阀门。Ni(CO)4是第一个过渡金属羧基化合物。次年他又合成了Fe(CO)5，这就解释了长期装CO的钢瓶会爆炸的原因。
- 1900-1901年间在一次实验中, Grignard将卤代烷和金属镁放入乙醚中时，发现溶液开始变浑，接着又沸腾起来，最终金属镁溶解了。分析证明，得到的是镁有机化合物,  用RMgX表示。
  - 1901—1905年，他发表了200余篇有关镁有机化合物及它们与有机化合物的反应方面的文章。1912年他获得诺贝尔化学奖。Grignard一生发表了600多篇论文,由于他及以后百余年来各国化学家的努力,形成了用镁有机化合物进行有机合成的巨大宝库。现在人们称镁有机化合物为格氏试剂( Grignard reagent）[3]，镁有机化合物同有机化合物的反应称为格氏反应（Grignard reaction）。

## 分类
- 非过渡金属有机化合物：包括主族金属有机化合物，类金属有机化合物和11、12族
- 过渡金属有机配合物：过渡金属除s、p轨道外，d轨道的电子也参加成键。
- 稀土金属有机配合物：也是过渡金属有机配合物，其特点是f轨道电子参加成键。